# سریع‌تر (فیلم ۲۰۱۰)
سریع‌تر (به انگلیسی: Faster) فیلمی آمریکایی محصول سال ۲۰۱۰ به کارگردانی جورج تیلمن جونیور است. از بازیگران این فیلم می‌توان به دواین جانسون، بیلی باب تورنتون، کارلا گوگینو، مون بلودگود، مگی گریس، آدواله آکینویه آگباجه و الیور جکسون-کوهن اشاره کرد.

## داستان
داستان مردی به نام درایور (دواین جانسون) را روایت می‌کند که به همراه برادر و دوستانش برای دزدی از یک مکان مهم برنامه‌ریزی می‌کنند ولی پس از انجام دزدی، نامزد برادرش که خبرچین پلیس بوده و آن سرقت را به یک پلیس فاسد اطلاع داده بود با حمله آن پلیس و همدستانش مواجه می شود و طی این عمل، برادر درایور کشته می‌شود و درایور نیز به زندان می‌افتد. اکنون ۱۰ سال از آن واقعه گذشته و درایور به تازگی از زندان آزاد شده‌است. حال او قصد دارد در کمترین زمان ممکن کسانی که به او خیانت کرده‌اند را از میان بردارد.

## بازیگران
- دواین جانسون
- بیلی باب تورنتون
- الیور جکسون-کوهن
- کورتنی گینس
- جان سیریگیلانو
- لستر اسپیت
- آدواله آکینویه آگباجه
- کارلا گوجینو
- مگی گریس
- مون بلودگود
- تام برنگر
- مایک اپس
- زاندر برکلی
- مت آلفردا
- آنی کورلی
- جنیفر کارپنتر
- مایکل اربی